# Yumi, Yumi, Yumi
"Yumi, Yumi, Yumi" (em português:  "Nós, Nós, Nós") é o hino nacional de Vanuatu. Foi escrito e composto por François Vincent Ayssav (nascido em 1955) e adotado logo depois da independência do país, em 30 de julho de 1980.